# Petrovics Ilka
Petrovics Ilka, Petrovich (Nagyvárad, 1855 – Torda, 1890. április 29.) operett- és népszínműénekes.

## Életútja
1868-ban Kassán kezdte pályafutását, 1871-től második férjével, Gerőfy Andorral játszott együtt. 1875-ben Budán lépett fel Fehérváry Antal társulatánál. A boissyi boszorkány (Favorit) szubrett szerepében nagy sikert aratott. Rákosi Jenő, a Népszínház akkori igazgatója szerződtette. Nem sokáig volt a Népszínháznál, mert már 1878-ban a férje társulatánál játszott. Kassán, Pécsett, Temesvárott, Aradon, mindenütt kedvence volt a közönségnek. Gerőffyné név alatt működött. Népszerű szende és szubrett volt, bár énekével nem mindig nyerte el a közönség tetszését. Kömley Gyula színtársulatának volt elsőrendű tagja, amikor megbetegedett, majd több heti kínos szenvedés után tífuszban meghalt.

## Fontosabb szerepei
- Bettina (Audran: Üdvöske)
- Zsófi (Csepreghy: Piros bugyelláris)
- Julcsa (Szigligeti Ede: Szökött katona)
- Marjolaine (Lecoq: Kisasszony feleségem)
- Erzsike (Sárga csikó)
- Török bíróné
- Náni
- Finum Rózsi
- Léni (Három pár cipő)